# 제12보병사단 (독일 국방군)

제12보병사단은 1934년에 Infanterieführer II라는 이름으로 창설되었다. 진짜 이름을 가지게 된 것은 독일 국방군의 창설이 선언된 후인 1935년 10월의 일이다. 1939년 폴란드 침공에 참가했으며, 1940년에 프랑스 침공에 참가했고, 1941년 5월까지 점령군 임무를 수행했다.
1941년 6월, 제12보병사단은 독일 북부집단군 예하로 바르바로사 작전에 참가했고, 1943년 말까지 그 지휘를 받았다. 1944년 초, 사단은 독일 중부집단군으로 배속되었고, 소련의 바그라치온 작전에서 포위망에 갇혀 항복했다.
1944년 10월, 사단은 12 국민척탄병사단이라는 이름으로 재구성되어 전쟁의 남은 기간 동안 B 집단군 소속으로 계속 참전했다. 아헨 방어전에 투입되었으며, 휘르트겐 숲 전투, 벌지 전투에도 참가했다. 1945년 4월, 사단은 루르 포위망이 붕괴하면서 부퍼탈에서 연합군에 항복했다.
- 12th Infantry Division
- 12th Volksgrenadier Division

## 주요 참전 전투
- 폴란드 9월 전역 (1939년)
- 프랑스 전투 (1940년)
- 바그라치온 작전
- 아헨 전투 (1944년)
- 휘르트겐 숲 전투 (1944년)
- 벌지 전투 (1944년)
- 루르 포위전 (1945년)

## 부대 편제
| - 27 보병연대 - 48 보병연대 - 89 보병연대 - 12 포병연대 - 48 포병연대 1대대 - 12 수색대대 - 12 대전차대대 - 12 공병대대 - 12 통신대 - 12 헌병대대 - 12 사단지원대 |

위의 편제표는 시기는 불명이나 편제 내용으로 전쟁 중반으로 추정된다.

## 같이 보기
- 사단 (군사), 군사 조직
- 동부 전선 (제2차 세계 대전)
- 서부 전선 (제2차 세계 대전)
- 제2차 세계 대전 중 독일군 사단 목록
- 독일 육군 (제2차대전), 독일 연방방위군 육군 (현재)